# Ricardo Job
Ricardo Job Estêvão, pseud. Job (ur. 27 września 1987 w Luandzie) – angolski piłkarz grający na pozycji pomocnika.

## Kariera klubowa
Karierę piłkarską Job rozpoczął w klubie Atlético Sport Aviação ze stolicy kraju, Luandy. W 2006 roku zadebiutował w jego barwach w pierwszej lidze angolskiej. W Aviação grał do 2007 roku, a na początku 2008 roku odszedł do innego klubu z Luandy, Petro Atlético. W 2008 roku wywalczył z nim swoje pierwsze w karierze mistrzostwo kraju, a w 2009 roku obronił z Petro Atlético tytuł mistrzowski.

## Kariera reprezentacyjna
W reprezentacji Angoli Job zadebiutował w 2007 roku. W 2010 roku został powołany do kadry na Puchar Narodów Afryki 2010.